# Czesław Kania
Czesław Kania pseud. Nałęcz, Witold, Wyrwa, Waldemar (ur. 19 marca 1909 w Lipnikach, w powiecie ostrołęckim, zm. 12 sierpnia 1949 w Warszawie) – polski działacz podziemia niepodległościowego w czasie II wojny światowej oraz powojennego podziemia antykomunistycznego. 

## Życiorys
W latach 1931–1932 odbył służbę wojskową. W lutym 1944 wstąpił do oddziału Narodowych Sił Zbrojnych (NSZ) działającego na terenie jego rodzinnego powiatu ostrołęckiego, pełniąc tam funkcję dowódcy kompanii na terenie gminy Łyse. Po zakończeniu II wojny światowej działał w podziemiu antykomunistycznym pełniąc funkcję między innymi dowódcy II batalionu w Komendzie Powiatu NZW „Orawa”. Od lipca 1946 kierował wywiadem Komendy XVI Okręgu NZW o krypt. „Mazowsze”, natomiast od lipca 1947 był członkiem Komendy XVI Warszawskiego Okręgu NZW o krypt. „Orzeł”. Został aresztowany 25 czerwca 1948, następnie skazany na śmierć i stracony w więzieniu mokotowskim w Warszawie.
23 maja 2013 szczątki ppor. Czesława Kani zostały odnalezione przez zespół IPN pod kierownictwem prof. Krzysztofa Szwagrzyka w kwaterze „Ł” Cmentarza Wojskowego na Powązkach w Warszawie. Uroczyste wręczenie noty identyfikacyjnej rodzinie Czesława Kani odbyło się 9 czerwca 2016 w Pałacu Prezydenckim w Warszawie.

## Źródła
- Uroczystość wręczenia not identyfikacyjnych 22 rodzinom ofiar totalitaryzmu sowieckiego i niemieckiego – Warszawa, 9 czerwca 2016. ipn.gov.pl. [dostęp 2016-06-09]. (pol.).